# Bund
Pour les articles homonymes, voir Bund (homonymie).
Bund est un terme de la langue allemande désignant, dans son sens originel, l’« Alliance » entre Dieu et les hommes. Il a pris ensuite un sens moins fort désignant une association, une société, une ligue, par exemple avec le Bund der Kommunisten (la Ligue des communistes) fondé par Marx et Engels, ou le Völkerbund (la Société des Nations). En droit constitutionnel, il désigne plus spécifiquement un pouvoir confédéral ou fédéral.
L’historien des concepts Reinhart Koselleck a noté une rémanence de la connotation religieuse dans l’emploi moderne, notamment par Marx et Engels.

## Droit constitutionnel
On retrouve le mot dans Staatenbund (confédération, littéralement « alliance d’États ») et dans Bundesstaat (fédération, littéralement « État issu d’une alliance »). Ces mots peuvent s'employer à la place de ceux formés sur des racines latines ; Konfederation et Föderation.
La notion est proche de celle de Reich dans l’histoire constitutionnelle ; il est ainsi déclaré dans le préambule de la constitution du Reich allemand de 1871 que le roi de Prusse et les souverains du Sud forment une « alliance perpétuelle » (« ewiger Bund »).
Dans l’histoire constitutionnelle allemande, le terme Bund a été employé au XIXe siècle pour désigner trois confédérations :
- la Confédération germanique (Deutscher Bund), issue du congrès de Vienne en 1815 et dissoute en 1866 ;
- la Confédération de l’Allemagne du Nord (Norddeutscher Bund), créée en 1867 et transformée en Reich allemand en 1871 ;
- la Confédération de l’Allemagne du Sud (Süddeutscher Bund), qui rassemblait la Bade, la Bavière, la Hesse et le Wurtemberg.

Il a de nouveau été employé à partir de 1949 par le nouvel État ouest-allemand, de type fédéral, qui s’est donné le nom de Bundesrepublik, traduit en français par république fédérale. Le terme Bund désigne depuis une fédération, et se retrouve, avec le sens de « fédéral », dans le nom de la plupart de ses organes (Bundespräsident, Bundeskanzler, Bundestag, Bundesrat, etc.). La République d’Autriche et la Confédération suisse l’emploient également pour leurs organes fédéraux.

## Politique
- Le nom de Bund désigne aussi l'Union générale des travailleurs juifs de Lituanie, de Pologne et de Russie, un mouvement socialiste destiné à représenter la minorité juive de ces régions de l'empire tsariste. Le Bund eut à faire face d'une part au sionisme, d'autre part au communisme. Ce dernier l'inclut en Union soviétique avant de l'éliminer définitivement durant les purges staliniennes. D'ailleurs, l'élimination durant la Shoah d'une très grande part de la population juive d'Europe de l'Est avait déjà entrainé la quasi-disparition de ce mouvement socialiste original.

## Association
- Le Bund für Umwelt und Naturschutz Deutschland (BUND) est la représentation allemande des Amis de la Terre.